# Masque de collision

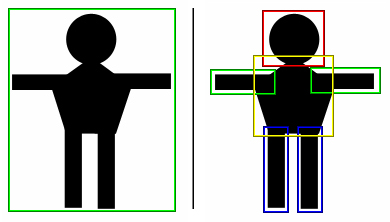
Représentation simplifiée en deux dimensions du fonctionnement des masques de collision

Le masque de collision (ou hitbox) est un terme spécifique aux jeux vidéo qui définit la zone sensible d'un élément de jeu (un personnage, un vaisseau) aux projectiles ennemis (cf. motif de tir). Cette notion de gameplay est essentielle dans les jeux d'action, et notamment dans les shoot them up.
Dans les shoot them up sortis après 2000 et plus particulièrement les manic shooters, le masque de collision est souvent très petit, de l'ordre de quelques pixels de large.